# Giải thưởng Nghệ thuật Baeksang lần thứ 61
Lễ trao giải Giải thưởng Nghệ thuật Baeksang lần thứ 61 (tiếng Hàn: 제61회 백상예술대상) được tổ chức tại COEX, Seoul vào ngày 5 tháng 5 năm 2025, lúc 17:00 (KST). Shin Dong-yup, Bae Suzy và Park Bo-gum đóng vai trò là người dẫn chương trình tại buổi lễ trao giải. Buổi lễ được phát sóng trực tiếp đồng thời trên các kênh JTBC, JTBC2, JTBC4 cùng với nền tảng phát trực tuyến Naver TV, CHZZK tại Hàn Quốc. Đối với những vùng lãnh thổ bên ngoài Hàn Quốc, buổi lễ được phát trực tiếp thông qua nền tảng Prizm.
Là một trong những lễ trao giải danh giá nhất của Hàn Quốc, nhằm tôn vinh những thành tựu xuất sắc trong lĩnh vực điện ảnh, truyền hình và sân khấu, thông qua quy trình sàng lọc nghiêm ngặt do 60 giám khảo chuyên môn, các chuyên gia trong ngành và một nhóm chuyên gia đánh giá thực hiện. Năm nay, hạng mục "Truyền hình" hiện có được đổi tên thành "Phát sóng nội dung" nhằm phản ánh xu hướng tiêu thụ nội dung đang dần thay đổi. Sự thay đổi này phù hợp với sự chuyển dịch từ các kênh truyền hình cáp hay truyền hình mặt đất truyền thống sang nhiều nền tảng đa dạng hơn, bao gồm cả trang web và dịch vụ phát trực tuyến trên thiết bị di động.
Các đề cử được công bố vào ngày 7 tháng 4 năm 2025 thông qua trang web chính thức của giải thưởng. Tất cả các tác phẩm phát hành trong khoảng thời gian từ ngày 1 tháng 4 năm 2024 đến ngày 31 tháng 3 năm 2025 đều đủ điều kiện để nhận được đề cử.

## Đề cử và đoạt giải
Tác phẩm và người đoạt giải được liệt kê ở đầu danh sách và được in đậm. Các đề cử được liệt kê thông qua trang web chính thức.

### Điện ảnh
| Daesang | |                                                                                                 |
| - Hong Kyung-pyo (quay phim) – Cáp nhĩ tân | |                                                                                                 |
| Phim điện ảnh xuất sắc nhất | Đạo diễn xuất sắc nhất |                                                                                                 |
| - Cáp nhĩ tân - Đôi bạn học yêu - Đả nữ báo thù - House Of The Seasons - Chiến tranh, loạn lạc | - Oh Seung-uk – Đả nữ báo thù - Park Ri-woong – The Land of Morning Calm - Woo Min-ho – Cáp nhĩ tân - E.oni – Đôi bạn học yêu - Lee Jong-pil – Bên kia biên giới |                                                                                                 |
| Đạo diễn mới xuất sắc nhất | Nam diễn viên chính xuất sắc nhất |                                                                                                 |
| - Oh Jung-min – House of the Seasons - Kim Se-hwi – Stalker: Tội ác hoàn hảo - Nam Dong-hyeop – Đẹp trai... thấy sai sai - Lee Mi-rang – Concerning My Daughter - Jung Ji-hye – Jeong-sun | - Jo Jung-suk – Chàng nữ phi công trong vai Han Jung-woo - Yoon Joo-sang – The Land of Morning Calm trong vai Yeong-guk - Lee Byung-hun – Ván cờ vây trong vai Cho Hun-hyun - Lee Hee-joon – Đẹp trai... thấy sai sai trong vai Park Sang-goo - Hyun Bin – Cáp nhĩ tân trong vai An Jung-geun               |                                                                                                 |
| Nữ diễn viên chính xuất sắc nhất | Nam diễn viên phụ xuất sắc nhất |                                                                                                 |
| - Jeon Do-yeon – Đả nữ báo thù trong vai Ha Soo-young - Kim Go-eun – Đôi bạn học yêu trong vai Jae-hee - Kim Geum-soon – Jeong-sun trong vai Jeong-sun - Song Hye-kyo – Nữ tu bóng tối trong vai Sơ Junia / Kang Seong-ae - Cho Yeo-jeong – Hidden Face trong vai Shin Soo-yeon                          | - Yoo Jae-myung – Land of Happiness trong vai Jeon Sang-doo - Koo Kyo-hwan – Bên kia biên giới trong vai Major Lee Hyun-sang - Park Jung-min – Chiến tranh, loạn lạc trong vai Lee Jong-ryeo - Jung Hae-in – Đố anh còng được tôi trong vai Park Sun-woo - Jo Woo-jin – Cáp nhĩ tân trong vai Kim Sang-hyun |                                                                                                 |
| Nữ diễn viên phụ xuất sắc nhất | Nam diễn viên mới xuất sắc nhất |                                                                                                 |
| - Claudia Kim – Gia đình hoàn hảo trong vai Ji-su - Gong Seung-yeon – Đẹp trai... thấy sai sai trong vai Kim Mi-na - Lim Ji-yeon – Đả nữ báo thù trong vai Jeong Yoon-sun - Jeon Yeo-been – Nữ tu bóng tối trong vai Sơ Michaela / Lee Soo-young - Han Sun-hwa – Chàng nữ phi công trong vai Han Jung-mi | - Jung Sung-il – Chiến tranh, loạn lạc trong vai Genshin - Kang Seung-ho – House of the Seasons trong vai Sung Jin - Noh Sang-hyun – Đôi bạn học yêu trong vai Heung-soo - Moon Woo-jin – Nữ tu bóng tối trong vai Hee-joon - Jang Sung-bum – Work to Do trong vai Joon-hee                                 |                                                                                                 |
| Nữ diễn viên mới xuất sắc nhất | Biên kịch xuất sắc nhất |                                                                                                 |
| - Roh Yoon-seo – Yêu em không cần lời nói trong vai Seo Yeo-reum - Park Ji-hyun – Hidden Face trong vai Mi-joo - Lee Myung-ha – Mimang trong vai người phụ nữ - Lee Hye-ri – Vũ điệu chiến thắng trong vai Chu Pil-sun - Ha Seo-yoon – Phiên live săn mồi trong vai Matilda                              | - Shin Chul, Park Chan-wook – Chiến tranh, loạn lạc - Kim Hyung-joo, Yoon Jong-bin – Ván cờ vây - Park Yi-woong – The Land of Morning Calm - Oh Seung-uk, Joo Byul – Đả nữ báo thù - Oh Jung-min – House of the Seasons                                                                                     |                                                                                                 |
| Thành tựu kỹ thuật xuất sắc nhất | Gucci Impact Award |                                                                                                 |
| - Jo Yeong-wook (Nhạc phim) – Chiến tranh, loạn lạc - Park Byung-joo (VFX) – Wonderland - Yoo Sang-seop, Jang Han-seung (Phân cảnh hành động) – Đố anh còng được tôi - Lee Seo-jin (Makeup) – Chàng nữ phi công - Hong Kyung-pyo (Quay phim) – Cáp nhĩ tân                                               | - The Land of Morning Calm - Blesser - Đôi bạn học yêu - The Voices Of The Silenced - Jeong-sun | - The Land of Morning Calm - Blesser - Đôi bạn học yêu - The Voices Of The Silenced - Jeong-sun |

#### Phim điện ảnh giành nhiều giải thưởng nhất
Các bộ phim sau đây đã giành được nhiều giải thưởng nhất:
| Giải thưởng | Phim điện ảnh         |
| ----------- | --------------------- |
| 3           | Chiến tranh, loạn lạc |
| 2           | Cáp nhĩ tân           |
| 2           | Đả nữ báo thù         |

#### Phim điện ảnh nhận được nhiều đề cử nhất
Các bộ phim sau đây nhận được nhiều đề cử nhất:
| Đề cử | Phim điện ảnh            |
| ----- | ------------------------ |
| 5     | Cáp nhĩ tân              |
| 5     | Đôi bạn học yêu          |
| 5     | Đả nữ báo thù            |
| 5     | Chiến tranh, loạn lạc    |
| 4     | House Of The Seasons     |
| 4     | The Land of Morning Calm |
| 3     | Nữ tu bóng tối           |
| 3     | Đẹp trai... thấy sai sai |
| 3     | Jeong-sun                |
| 3     | Chàng nữ phi công        |
| 2     | Bên kia biên giới        |
| 2     | Hidden Face              |
| 2     | Đố anh còng được tôi     |
| 2     | Ván cờ vây               |

### Phát sóng nội dung
| Daesang | |
| - Culinary Class Wars (chương trình giải trí) (Netflix) | |
| Phim truyền hình xuất sắc nhất | Chương trình giải trí xuất sắc nhất |
| - Khi cuộc đời cho bạn quả quýt (Netflix) - Cõng anh mà chạy (tvN) - Chuyện Nàng Ok (JTBC) - Nghi phạm cận kề (MBC) - Trung tâm chăm sóc chấn thương (Netflix) | - Punghyanggo (Kênh YouTube của DdeunDdeun) - Iron Girls (tvN) - Stage Fighter (Mnet) - The Rest of Ajo's Life (Kênh YouTube của Choo Sung-hoon) - Culinary Class Wars (Netflix) |
| Chương trình văn hóa xuất sắc nhất | Đạo diễn xuất sắc nhất |
| - Special-Hakjeon (SBS) - Docuprime : Where's My Last Home (EBS 1TV) - Just Family (Wavve) - Saddle the Wind with You 2 (MBC Wonju) - Shaman: Whispers from the Dead (TVING) | - Song Yeon-hwa – Nghi phạm cận kề - Kim Won-seok – Khi cuộc đời cho bạn quả quýt - Kim Hee-won – Light Shop - Lee Do-yoon – Trung tâm chăm sóc chấn thương - Jung Ji-in – Jeongnyeon: The Star Is Born |
| Nam diễn viên chính xuất sắc nhất | Nữ diễn viên chính xuất sắc nhất |
| - Joo Ji-hoon – Trung tâm chăm sóc chấn thương trong vai Baek Kang-hyuk - Park Bo-gum – Khi cuộc đời cho bạn quả quýt trong vai Yang Gwan-sik - Byeon Woo-seok – Cõng anh mà chạy trong vai Ryu Sun-jae - Lee Joon-hyuk – Dongjae, the Good or the Bastard trong vai Seo Dong-jae - Han Suk-kyu – Nghi phạm cận kề trong vai Jang Tae-su               | - Kim Tae-ri – Jeongnyeon: The Star Is Born trong vai Yoon Jeong-nyeon - Go Min-si – Rừng không tiếng trong vai Yoo Seong-a - Kim Hye-yoon – Cõng anh mà chạy trong vai Im Sol - IU – Khi cuộc đời cho bạn quả quýt trong vai Oh Ae-sun / Yang Geum-myeong - Jang Na-ra – Cộng sự hoàn hảo trong vai Cha Eun-kyung         |
| Nam diễn viên phụ xuất sắc nhất | Nữ diễn viên phụ xuất sắc nhất |
| - Choi Dae-hoon – Khi cuộc đời cho bạn quả quýt trong vai Bu Sang-gil - Kim Jun-han – Cộng sự hoàn hảo trong vai Jung Woo-jin - Roh Jae-won – Trò chơi con mực 2 trong vai Nam-gyu (Người chơi 124) - Yoon Kyung-ho – Trung tâm chăm sóc chấn thương trong vai Han Yoo-rim - Hyeon Bong-sik – Dongjae, the Good or the Bastard trong vai Jo Byeong-gun | - Yeom Hye-ran – Khi cuộc đời cho bạn quả quýt trong vai Jeon Gwang-rye - Kim Gook-hee – Family Matters trong vai Oh Gil-ja - Kim Jae-hwa – Chuyện Nàng Ok trong vai Mak Sim - Oh Gyeong-hwa – Jeongnyeon: The Star Is Born trong vai Yoon Jung-ja - Jung Eun-chae – Jeongnyeon: The Star Is Born trong vai Moon Ok-gyeong |
| Nam diễn viên mới xuất sắc nhất | Nữ diễn viên mới xuất sắc nhất |
| - Choo Young-woo – Chuyện Nàng Ok trong vai Song Seo-in / Cheon Seung-hwi / Sung Yoon-gyeom - Kim Jeong-jin – Nghi phạm cận kề trong vai Choi Young-min - Song Geon-hee – Cõng anh mà chạy trong vai Kim Tae-sung - Cha Woo-min – Đầu gấu học nhóm trong vai Pi Han-wool - Heo Nam-jun – Your Honor trong vai Kim Sang-hyuk                            | - Chae Won-bin – Nghi phạm cận kề trong vai Jang Ha-bin - Kim Tae-yeon – Khi cuộc đời cho bạn quả quýt trong vai child Ae-sun - Roh Jeong-eui – The Witch trong vai Park Mi-jeong - Jo Yoon-su – The Tyrant trong vai Chae Ja-kyung - Ha Young – Trung tâm chăm sóc chấn thương trong vai Cheon Jang-mi                    |
| Nam nghệ sĩ tạp kỹ xuất sắc nhất | Nữ nghệ sĩ tạp kỹ xuất sắc nhất |
| - Shin Dong-yup - Kim Won-hoon - Dex - Sung Si-kyung - Yoo Jae-suk | - Lee Soo-ji - Jang Do-yeon - Ji Ye-eun - Haewon - Hong Jin-kyung |
| Biên kịch xuất sắc nhất | Thành tựu kỹ thuật xuất sắc nhất |
| - Lim Sang-choon – Khi cuộc đời cho bạn quả quýt - Kim Jung-min – Family Matters - Park Ji-sook – Chuyện Nàng Ok - Lee Si-eun – Cõng anh mà chạy - Choi Yu-na – Cộng sự hoàn hảo | - Jang Yeong-gyu (Nhạc phim) – Jeongnyeon: The Star Is Born - Lee Young-joo (Thiết kế sản xuất) – Culinary Class Wars - Lee Jin-suk, Lee Deok-hoon (Quay phim) – Nghi phạm cận kề - Jo Dong-hyuk (Phân cảnh hành động) – Đầu gấu học nhóm - Hong Jung-ho, Lee Seung-je, Kim Dae-joon, Kim Jung-min (VFX) – Hellbound 2     |

#### Chương trình phát sóng giành nhiều giải thưởng nhất
Các chương trình phát sóng sau đây đã giành được nhiều giải thưởng nhất:
| Giải thưởng | Chương trình truyền hình      |
| ----------- | ----------------------------- |
| 4           | Khi cuộc đời cho bạn quả quýt |
| 2           | Nghi phạm cận kề              |
| 2           | Jeongnyeon: The Star Is Born  |

#### Chương trình phát sóng nhận được nhiều đề cử nhất
Các chương trình phát sóng sau đây đã nhận được nhiều đề cử nhất:
| Đề cử | Chương trình phát sóng           |
| ----- | -------------------------------- |
| 8     | Khi cuộc đời cho bạn quả quýt    |
| 6     | Nghi phạm cận kề                 |
| 5     | Jeongnyeon: The Star Is Born     |
| 5     | Cõng anh mà chạy                 |
| 5     | Trung tâm chăm sóc chấn thương   |
| 4     | Chuyện Nàng Ok                   |
| 3     | Cộng sự hoàn hảo                 |
| 2     | Culinary Class Wars              |
| 2     | Dongjae, the Good or the Bastard |
| 2     | Family Matters                   |
| 2     | Đầu gấu học nhóm                 |

### Sân khấu kịch
| Baeksang Theater | Người mới xuất sắc nhất |
| - Tungso-sori – Seoul Metropolitan Theater - Gumi-sik – Dolpagu - Jews of Malta – Extreme Jeok - The Eldest Daughters – Project Island - Jincheon recommended play Jincheonsa recommended by Jincheon – Cornerstone | - Gongnori Club (theater) – Dried Pepper and Peach Scent Lipstick - Common Theatre (theater) – Romance of Extinction - A.N.D Theatre (theater) – Yuwon - Lee Seung-won (director) – The Segal - Lee Tae-rin (director) – Choi Young-woo, a Korean born in 1923 |
| Diễn xuất xuất sắc nhất | |
| - Kwak Ji-sook – Jews of Malta - Lee Jin-kyung – Women of the Earth - Jeong Sae-byeol – The Sound of a Flute - Cho Young-kyu – Jincheon recommended play Jincheonsa recommended by Jincheon - Choi Hee-jin – All    | |

### Giải thưởng đặc biệt
Cuộc bỏ phiếu cho Prizm Popularity Award được tổ chức từ ngày 23 tháng 4, lúc 12:00 (KST) đến ngày 2 tháng 5, lúc 16:00 KST thông qua ứng dụng Prizm.
| Giải thưởng                  | Người đoạt giải |
| ---------------------------- | --------------- |
| Prizm Popularity Award (Nam) | Byeon Woo-seok  |
| Prizm Popularity Award (Nữ)  | Kim Hye-yoon    |